# Henrik Hajós
Henrik Hajós (Budapest, 21 de juliol de 1886 – Budapest, 30 de desembre de 1963) va ser un nedador hongarès que va prendre part en els Jocs Intercalats de 1906 i als Jocs Olímpics de 1908. Era germà del també nedador Alfréd Hajós.
El 1906, als Jocs Intercalats, guanyà la medalla d'or en la prova dels relleus 4x250 metres lliures, formant equip amb Géza Kiss, Zoltán Halmay i József Ónody.
Dos anys més tard, als Jocs de Londres de 1908, disputà les proves del 100 i 400 metres lliures, però en ambdós casos quedà eliminat en sèries.